# Tormenta de invierno en Estados Unidos de enero de 2018

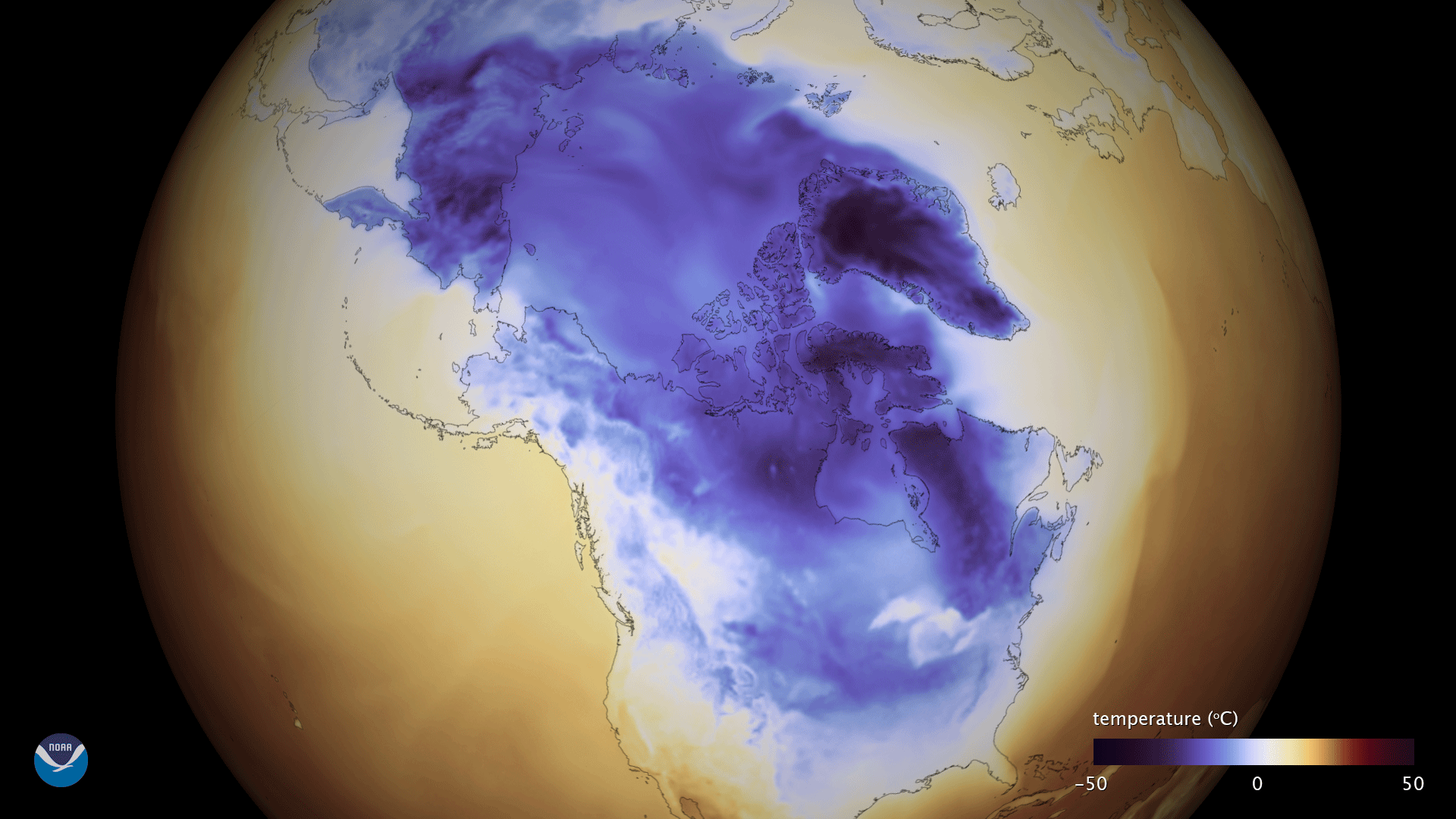
Temperaturas frías del Ártico sobre América del Norte el 1 de enero 2018.

La  Tormenta que azoto a todo estados unidos en enero de 2017-2018 fue una tormenta de nieve poderosa que causó  daños graves a lo largo de la costa este de los Estados Unidos y Canadá tanto como para las personas como para las infraestructuras. Arrojó nieve y hielo en lugares que rara vez reciben precipitación invernal, en Florida y Georgia, y produjo acumulaciones de nevadas de más de 2 pies (61 cm) en el Atlántico Medio, Nueva Inglaterra y el Atlántico del norte. La tormenta se originó el 3 de enero como un área de baja presión frente a la costa del sureste de los Estados Unidos. Moviéndose rápidamente hacia el noreste, la tormenta se intensificó explosivamente mientras se movía paralelamente a la costa este, causando acumulaciones de nevadas significativas. La tormenta recibió varios nombres no oficiales, como Winter Storm Grayson, Blizzard of 2018 y Storm Brody. Esta también recibió el sobrenombre de "ciclón de bomba histórico".
El 3 de enero, se emitieron advertencias de ventiscas en una amplia franja de la costa, desde Norfolk, Virginia, hasta Maine. Varios estados, incluidos Carolina del Norte, Nueva Jersey, Nueva York y Massachusetts, declararon estados de emergencia debido a la poderosa tormenta. Cientos de vuelos fueron cancelados antes del choque con esta. Se confirmó que al menos 22 personas murieron a causa de la tormenta y más de 300,000 residentes se les fue la luz por la intensidad de dicha tormenta.

## Inicios
A finales de diciembre, una fuerte masa de aire del Ártico,  provocada por el   debilitamiento del vórtice polar norteño, llegó y se estableció desde Canadá hacia el medio oeste y el noreste de Estados Unidos con el centro del frío centrado en el Medio Oeste, el Noreste Interior y el este de Canadá. Las temperaturas fueron de 10 a 20 °F (6 a 11 °C) por debajo del promedio para esa época del año. International Falls, Minnesota registró una baja temperatura récord el 27 de diciembre de -32 °F (-36 °C). En Indianápolis, Indiana, la temperatura alcanzó un nuevo mínimo de -12 °F (-24 °C). En 2017, Watertown, Nueva York y Buffalo, Nueva York tuvieron la última semana más fría registrada en el año. Las festividades de la víspera de Año Nuevo en Times Square en la ciudad de Nueva York se pronosticaron como las segundas más frías de la historia, a 11 °F (-12 °C), sin incluir la sensación térmica; la temperatura más baja de todos los tiempos fue de 1 °F (-17 °C), retrocedida un siglo antes en 1917. Algunas ciudades canadienses decidieron reducir sus festividades al aire libre (pero aún programar celebraciones a medianoche), incluyendo Calgary (que pronostica un máximo de -26 °C (-15 °F)), Ottawa (bajo nocturno de -24 °C (-11 °F)), y Toronto (-15 °C (5 °F), -30 °C (-22 °F) después del enfriamiento del viento), aunque el CBC informó que Montreal y Winnipeg decidieron continuar sin ningún cambio. El 2 de enero, un mínimo diario en Sioux City, Iowa se fijó en -28 °F (-33 °C). Otras bajas temperaturas récord diarias incluyen Cedar Rapids, Iowa -23 °F (-31 °C), Pierre, Dakota del Sur -21 °F (-29 °C), South Bend, Indiana -15 °F (-26 °C) , Quincy, Illinois -12 °F (-24 °C) y Lynchburg, Virginia 3 °F (-16 °C).